# Cölestin Krebs
Cölestin Gustav Hugo Krebs (* 31. Januar 1849 in Guttstadt; † 3. Februar 1922 in Liebstadt) war Rittergutsbesitzer und Mitglied des Deutschen Reichstags.

## Leben
Krebs besuchte die Volksschule in Guttstadt und die Gymnasien in Rößel und Hohenstein. Danach studierte er Rechtswissenschaften an den Universitäten Königsberg und Breslau. 1872 wurde er Referendar beim Stadtgericht in Königsberg und beim Ostpreußischen Tribunal ebenda, 1877 wurde er Gerichtsassessor, 1878 Kreis-, 1879 Amtsrichter und ab 1891 war er Amtsgerichtsrat in Liebstadt.
Von 1890 bis 1912 war er Mitglied des Reichstags für den Reichstagswahlkreis Regierungsbezirk Königsberg 6 (Braunsberg-Heilsberg) und die Deutsche Zentrumspartei. Weiter war er Mitglied des Preußischen Abgeordnetenhauses von 1886 bis 1908 für den Wahlkreis Königsberg 5 (Braunsberg – Heilsberg).
Krebs war Träger der Centenarmedaille und des Roten Adlerordens IV. Klasse.